# Buttertee

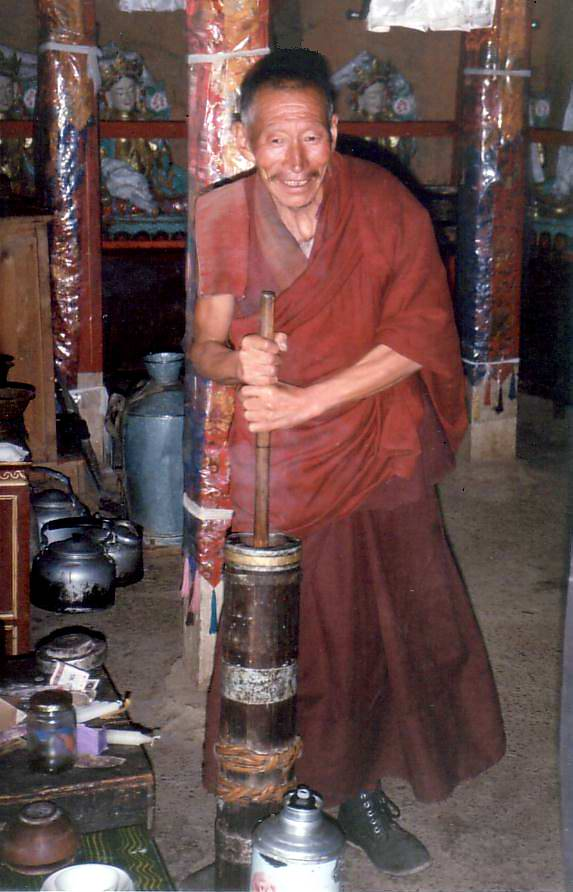
Tibetischer Mönch bei der Herstellung von Buttertee

Buttertee (auch Po cha, „tibetischer Tee“) ist ein Heißgetränk bestehend aus Tee, Yakbutter und Salz, das in Tibet, in den Bergregionen Nepals, in Bhutan und im äußersten Norden Indiens verbreitet ist. In der Mongolei heißt ein ähnlicher Tee Sūtei tsai („Milchtee“).
Buttertee ist vergleichbar mit einer fettigen Brühe und gilt in Tibet als Nationalgetränk. Er wird auch zur Herstellung von Tsampa verwendet, einem Grundnahrungsmittel aus gerösteter und gemahlener Gerste. In der Mongolei wird für Sūtei tsai anstatt Yakbutter Sar Tos verwendet, ein Fett, das ebenfalls aus Yakmilch besteht und dem indischen Ghee ähnelt.
Nicht zu verwechseln ist Buttertee mit dem in Indien weit verbreiteten Masala chai.

## Zubereitung
Zur Zubereitung von Buttertee werden zunächst Teeblätter in Wasser gekocht, zum Teil bis zu einem halben Tag lang. Anschließend wird der heiße Tee in ein Butterfass mit gesalzener Yakbutter gegossen und durch Stampfen mit dieser vermengt, wodurch eine fettige Emulsion entsteht.

## Trinkkultur
Rund um den Buttertee hat sich im Tibet eine eigene Teekultur entwickelt. Buttertee wird dort traditionell schon zum Frühstück getrunken, üblicherweise nicht aus Tassen, sondern aus kleinen Schalen, wie es in China verbreitet ist. Zu den restlichen Mahlzeiten wird ebenfalls Buttertee serviert. Besonders Gästen wird stets eine Schale des Tees gereicht, der nach tibetischer Tradition sofort vom Gastgeber nachgefüllt wird, sobald der Gast ein wenig getrunken hat. Über den Tag verteilt ist es daher nicht unüblich, zehn oder mehr Schalen Buttertee zu trinken.